# Védská metrika
Védská metrika vychází ve svých principech z metriky indoíránské, která navazuje na společné rysy indoevropského jazyka. Základním prvkem védského metra je počet slabik a základní metrickou jednotkou je stopa (páda), které jsou základem pro vytvoření strofy. Uspořádání dalších prvků, především kvantita, kadence, césura a védský přízvuk se řídí poměrně složitými pravidly, ale všeobecně se dá říci, že metrum je rytmické střídání stejného počtu přízvučných a nepřízvučných slabik.

## Metrické prvky

### Počet veršů
Relativně nejjednodušší strukturu má osmislabičný verš (stance), který se skládá se dvou metrických jednotek po čtyřech slabikách - stopách (páda). Násobky osmislabičných stanc nebo čtyřslabičných (stop) tvoří metrické strofy:
- gájatrí - 3 osmislabičné verše
- dvipadá gájatrí - 2 osmislabičné verše
- anuštubh - 4 osmislabičné verše
- pankti - 5 osmislabičných veršů

Složitější strukturu má jedenáctislabičný verš. Tento verš se skládá se dvou metrických jednotek - v první páda 7 slabik, kdy po 4. nebo 5. slabice následuje césura a v druhé páda 4 slabiky s kadencí trochejskou nebo jambickou.
- trištubh - 4 jedenáctislabičné verše
- dvipadá trištubh - 2 jedenáctislabičné verše
- džagatí - 4 dvanáctislabičné verše
- virádž - 4 desetislabičné verše
- šákvarí - 5 jedenáctislabičných veršů

Některé hymny obsahují strofy s různými metrickými jednotkami:
- ušnih - 2 osmislabičné verše + 1 dvanáctislabičný verš
- brhati - 2 osmislabičné verše + 1 dvanáctislabičný verš + 1 osmislabičný verš

### Počet slabik
Tradiční védská literatura třídí metriku v souladu s počtem slabik v jedné strofě:
dvipadá virádž (20), gájatrí (24), ušnih (28), anuštubh (32), brhatí (36), pankti (40), trištubh (44), dvipadá trištubh (22), džagatí (48), šakvarí (55) a další. Toto rozdělení je čistě teoretické, protože existuje mnoho kombinací a výjimek.

### Kvantita slabik
Slabiky mohou být v jednom verši metricky krátké (laghu), nebo dlouhé (guru). Slabika je metricky krátká, jestliže obsahuje krátkou samohlásku a nenásleduje-li ji souzvučná souhláska v tom samém verši. Všechny ostatní slabiky jsou kvantitativně dlouhé. Zjednodušeně lze říci, že dlouhá slabika obsahuje dlouhé samohlásky (á, í, ú, rí), dvouhlásky (ái, áu, é, ó) nebo podle pozice ve verši (druhá a čtvrtá slabika v prvním verši jsou převážně dlouhé).

### Sekvence hlásek
V sanskrtu existují složitá pravidla pro výslovnost hlásek v určité sekvenci nebo interpretaci polohlásek v některých pozicích.

### Kadence
Posledním čtyřem slabikám každého verše se říká kadence. Kadence verše je většinou trochejská nebo jambická.

### Césura
Složitější védské metrické struktury založené na více, než osmislabičném verši (trištubh nebo džagatí) mají po čtvrté nebo páté slabice césuru, která rozděluje verš na úvod a zakončení (kandance). Rytmus verše před césurou je jambický nebo trochejský. Trištubh je nejrozšířenější metrikou Rgvédu (čtyři jedenáctislabičné verše rozdělené do dvou hemistichů).

## Védský přízvuk
Védský přízvuk nebo také akcent může být zvýšený (udátta), snížený (anudátta) nebo průtažný (svarita). V prvních osmi slabikách Rgvédu je užití védského přízvuku následující:
a-gní-mī-le-pu-ró-hi-tam
a - u - s - a - a - u - s - a (a=anudátta, u=udátta, s=svarita)
nebo graficky
_¯\__¯\_
Védská metrika není závislá na védském přízvuku ale védský přízvuk je nezbytnou součástí správné recitace v souladu s védskou metrikou.